# Friedrich Karl Arnold Schwassmann
Friedrich Karl Arnold Schwassmann (Hamburgo, 25 de março de 1870 — Hamburgo, 19 de janeiro de 1964) foi um astrônomo alemão.
Após estudar em Leipzig e Berlim, Schwassmann obteve o doutorado em Göttingen, em 1891. Em 1897 foi astrônomo do Observatório Heidelberg-Königstuhl, onde permaneceu até aposentar-se em 1934.
Descobriu 22 asteroides e com seu colega Arthur Arno Wachmann descobriu os cometas periódicos 29P/Schwassmann-Wachmann, 31P/Schwassmann-Wachmann e 73P/Schwassmann-Wachmann.
O asteroide 989 Schwassmannia, descoberto por si mesmo em 1922, foi, mais tarde, nomeado em sua homenagem.
| 435 Ella          | 11 de setembro de 1898  | com Max Wolf |
| 436 Patricia      | 13 de setembro de 1898  | com Max Wolf |
| 442 Eichsfeldia   | 15 de fevereiro de 1899 | com Max Wolf |
| 443 Photographica | 17 de fevereiro de 1899 | com Max Wolf |
| 446 Aeternitas    | 27 de outubro de 1899   | com Max Wolf |
| 447 Valentine     | 27 de outubro de 1899   | com Max Wolf |
| 448 Natalie       | 27 de outubro de 1899   | com Max Wolf |
| 449 Hamburga      | 31 de outubro de 1899   | com Max Wolf |
| 450 Brigitta      | 10 de outubro de 1899   | com Max Wolf |
| 454 Mathesis      | 28 de março de 1900     |              |
| 455 Bruchsalia    | 22 de maio de 1900      | com Max Wolf |
| 456 Abnoba        | 4 de junho de 1900      | com Max Wolf |
| 457 Alleghenia    | 15 de setembto de 1900  | com Max Wolf |
| 458 Hercynia      | 21 de setembro de 1900  | com Max Wolf |
| 905 Universitas   | 30 de outubro de 1918   |              |
| 906 Repsolda      | 30 de outubro de 1918   |              |
| 912 Maritima      | 27 de abril de 1919     |              |
| 947 Monterosa     | 27 de fevereiro de 1921 |              |
| 989 Schwassmannia | 18 de novembro de 1922  |              |
| 1192 Prisma       | 17 de março de 1931     |              |
| 1303 Luthera      | 16 de março de 1928     |              |
| 1310 Villigera    | 28 de fevereiro de 1932 |              |